# Majestätsbeleidigung in Thailand
Das thailändische Majestätsbeleidigungs- oder Lèse-Majesté-Gesetz (französisch, vom lateinischen Laesa maiestas) stellt beleidigende Äußerungen oder Handlungen gegenüber dem König von Thailand, der königlichen Familie und der thailändischen Monarchie unter Strafe. Verstöße können gemäß Artikel 112 des thailändischen Strafgesetzbuchs mit Gefängnisstrafen von bis zu 15 Jahren pro Tat geahndet werden. Das thailändische Gesetz schützt auch ausländische Majestäten und Staatschefs, Beleidigungen solcher Persönlichkeiten können gemäß Artikel 133 mit bis zu 7 Jahren Gefängnis und/oder Geldstrafen bis 14.000 Baht bestraft werden.

## Geschichte der Regelung
Die Strafbarkeit der Majestätsbeleidigung bestand unter fast 75 Bestimmungen der Drei-Siegel-Gesetzessammlung von 1804, mit grausamen Strafandrohungen. Erstmals 1900, zur Zeit der Regierung König Ramas V., wurde eine moderne Verordnung gesetzlich bestimmt. Sie galt nur in der Hauptstadt und den umliegenden sechs Provinzen (Monthon Bangkok). Die das erste moderne Strafgesetzbuch entwerfenden westlichen Berater nahmen eine am deutschen Strafrecht angelehnte Bestimmung mit auf, die den König auf seinem Staatsbesuch in Europa 1907 beeindruckt hatte. Die Strafandrohung von anfangs drei Jahren wurde im Laufe der Zeit mehrfach verschärft und im Anwendungsbereich ausgeweitet. Seit der Amtszeit des Ministerpräsidenten Thanin Kraivichien (1976–1977) liegt das Strafmaß bei 15 Jahren, was angesichts der Zustände in thailändischen Gefängnissen einem Todesurteil gleichkommt.
Laut Artikel 8 der seit 2007 geltenden Verfassung Thailands ist der König „sakrosankt und unverletzlich“. Laut Verfassung ist der Tatbestand der Lèse Majesté nur bei Kritik am König, an der Königin, dem Kronprinzen und dem Regenten erfüllt. Thanin, der vorher ein Richter des Obersten Gerichtshofes war, interpretierte dies als ein generelles Verbot von Kritik auch an königlichen Entwicklungsprojekten, der Institution der Monarchie, der Chakri-Dynastie und allen früheren Königen. Die Strafe war ursprünglich auf ein Höchstmaß von sieben Jahren Gefängnis beschränkt, wurde aber auf ein Mindestmaß von drei Jahren und eine Höchststrafe von 15 Jahren verschärft. Diese schärfere Fassung gilt auch heute noch. Das Strafhöchstmaß von sieben Jahren findet jedoch Anwendung bei der Majestätsbeleidigung von ausländischen Monarchen, deren Gemahl, Thronfolger sowie Beleidigung von ausländischen Staatschefs befreundeter Nationen (Artikel 133 des thailändischen Strafgesetzbuchs).
Laut Amnesty International Report 2017 verhängten Militärgerichte jedoch auch Gefängnisstrafen von bis zu 60 Jahren, wenn ein Delikt mehrfach begangen wurde, selbst gegen Personen mit psychischen Krankheiten.

## Praxis
Gefängnisstrafen drohen sowohl Thailändern als auch Ausländern, insbesondere ausländischen Journalisten drohen zudem Ausweisungen.
Der Vorwurf der Majestätsbeleidigung wird dabei nicht vom König selbst oder vom Hofe erhoben, sondern wird auf Anzeige von Privatleuten (besonders oft Politikern) hin von den Polizeiorganen oder Staatsanwälten verfolgt. In der thailändischen Politik wird dies häufig benutzt, um den politischen Gegner in Misskredit zu bringen, ihm mangelnde Loyalität zum König und zu dem Staat generell zu unterstellen und seine Sympathien bei der Bevölkerung zu schmälern oder ihn ganz auszuschalten.
König Bhumibol selbst hat dazu in einer insofern mit Überraschung aufgenommenen Geburtstagsrede 2005 Folgendes gesagt:
„Wenn man sagte, der König dürfe nicht kritisiert werden, würde das bedeuten, dass der König nicht menschlich sei. […] Wenn der König keine Fehler machen kann, ist es, als würde man auf ihn herabsehen und ihn nicht als ein menschliches Wesen behandeln. Aber der König kann Fehler machen.“
Dieser Einlass war allerdings aus aktuellem Anlass gezielt gegen den damaligen Premierminister Thaksin gerichtet, der zu dieser Zeit versuchte, einige seiner Gegner durch Verleumdungsklagen auszuschalten. Die Tatsache, dass der König seine institutionalisierte unantastbare Rolle selbst infrage stellte, konnte insofern auch als „Angriff auf diejenigen, die für eine begrenzte Rolle des Palasts im öffentlichen Leben eintreten“, interpretiert werden.
Thaksins Machtfülle war am Hof seit 2001 mit Sorge beobachtet worden. Als die Far Eastern Economic Review darüber berichtete, wurde die Ausgabe in Thailand verboten, und die Bangkoker Repräsentanten des Blattes, darunter der Präsident des Foreign Correspondents’ Club, Rodney Tasker, sahen sich am 25. Februar 2002 einem Ausweisungsbeschluss gegenüber.
Tatsächlich nahm nach der erwähnten Rede des Königs und vor allem dem Putsch im September des darauffolgenden Jahres die Zahl der strafrechtlich verfolgten Fälle von Majestätsbeleidigung keineswegs ab, sondern stieg stark an: von jährlich sechs Fällen (vor 2005) auf einen Höhepunkt von 476 Fällen im Jahr 2010.
In Verbindung mit dem „Gesetz gegen Computerkriminalität“ von 2007 wird der Majestätsbeleidigungsparagraph zu einer erheblichen Einschränkung der Meinungsfreiheit im Internet genutzt. Das Computerkriminalitäts-Gesetz wurde im Dezember 2016 nochmals verschärft und ermöglicht der Regierung nach Ansicht von Menschenrechtsorganisationen nun eine fast uneingeschränkte Überwachung und Einschränkung der Onlinekommunikation.

## Reformvorschlag
2011 bildete sich die Nitirat-Gruppe, der vor allem jüngere Jura-Dozenten der Thammasat-Universität angehören. Sie schlug vor, den Artikel 112 des Strafgesetzbuchs zu ersetzen. Dem Vorschlag zufolge sollte das Gesetz zwischen Verunglimpfungen des Monarchen einerseits und solchen gegen die Königin, den Thronfolger oder Regenten andererseits unterscheiden. Die Höchststrafe für die Beleidigung des Staatsoberhaupts sollte drei Jahre, für die anderen Personen zwei Jahre Haft betragen. Die Mindeststrafe sollte keine Freiheits-, sondern eine Geldstrafe sein. Ausdrücklich von dem Straftatbestand ausgenommen werden sollte Kritik, die eine ernsthafte politische Meinungsäußerung, nachweislich wahr oder für die Öffentlichkeit nützlich ist. Das Amt des königlichen Privatsekretärs sollte das Strafantragsrecht erhalten. Sowohl die Regierung als auch die parlamentarische Opposition lehnten den Vorschlag ab. Der Leiter der Gruppe, der Professor Worachet Pakeerut, wurde nach der Veröffentlichung der Vorschläge überfallen und zusammengeschlagen.

## Beispiele
- Der Sozialkritiker und Umweltaktivist Sulak Sivaraksa wurde seit 1984 wegen seiner Äußerungen zu Missständen und Fehlentwicklungen im Lande mehrfach der Majestätsbeleidigung bezichtigt, weshalb er sogar einige Zeit im Exil lebte. Im Oktober 2014 wurde der inzwischen 82-jährige bekennende Royalist erneut von zwei pensionierten Generälen wegen vermeintlicher Majestätsbeleidigung angezeigt, nachdem er öffentlich gezweifelt hatte, ob das legendäre „Elefantenduell“ zwischen König Naresuan und dem birmanischen Kronprinzen Ende des 16. Jahrhunderts tatsächlich stattgefunden hat.[17] Drei Jahre später gab die Polizei die Ermittlungen an die Militärstaatsanwaltschaft ab und Sulak wurde vor ein Militärgericht geladen. Selbst in der konservativen Bangkok Post wurde der Fall als „so absurd, dass es wehtut“ bezeichnet.[18]

- Der Hollywoodfilm Anna und der König von 1999 durfte wegen des Majestätsbeleidigungsgesetzes in Thailand weder gedreht noch veröffentlicht werden.[19]

- Seit Frühjahr 2006 wurden zahlreiche Anzeigen wegen Majestätsbeleidigung sowohl von Thaksin-Befürwortern als auch -Gegnern gegen die jeweils andere Seite erstattet.[20][21]

- Große öffentliche Aufmerksamkeit erregte der Fall von Ampon Tangnoppakul, der Mitte 2010 mit seinem Mobiltelefon vier den König und die Königin beleidigende Kurznachrichten an den ihm persönlich nicht bekannten Somkiat Khrongwattanasuk, Sekretär des damaligen Ministerpräsidenten Abhisit Vejjajiva, gesendet haben soll. Der 62-Jährige wurde als „Onkel SMS“ bekannt. Er wurde zu viermal fünf Jahren Haft verurteilt und starb im Mai 2012 im Gefängnis, kurz nachdem sein Berufungsantrag endgültig zurückgewiesen worden war.

- Im Februar 2012 bekannte sich der „Rothemden“-Aktivist Surachai Danwattananusorn der Majestätsbeleidigung schuldig. Aufgrund seines Geständnisses halbierte das Gericht die Höchststrafe und verhängte siebeneinhalb Jahre Haft,[22] er wurde nach 19 Monaten in Haft begnadigt.

- Am 23. Januar 2013 wurde der Journalist Somyot Prueksakasemsuk zu elf Jahren Gefängnis verurteilt. Die Anklage beruhte auf zwei Artikeln, die anonym in der von Somyot herausgegebenen Zeitschrift Voice of Thaksin erschienen waren. Er wollte die Identität des Autors nicht preisgeben, deshalb machte das Gericht ihn verantwortlich. Er wurde in zwei Fällen von Majestätsbeleidigung zu jeweils fünf Jahren Haft verurteilt.

- Nach der Ablehnung ihrer Berufung gegen ein Urteil aus 2009 wurde die prominente „Rothemden“-Aktivistin Daranee Charnchoensilpakul („Da Torpedo“) am 12. Juni 2013 endgültig zu 15 Jahren Haft wegen Beleidigung des Königs verurteilt.[23]

- Der „Gelbhemden“-Anführer Sondhi Limthongkul, der oft seine Gegner der Majestätsbeleidigung bezichtigt hatte, wurde 2013 selbst desselben Delikts schuldig gesprochen und zu einer Haftstrafe von zwei Jahren verurteilt, weil er öffentlich die Aussagen seiner Gegnerin Da Torpedo wiederholt hatte (um sie dafür anzugreifen). Das Gericht entschied, dass auch das bloße Wiederholen der Aussagen den Tatbestand der Majestätsbeleidigung erfüllte.

- Am 24. Juni 2015 verurteilte ein Gericht einen geistig kranken Mann zu drei Jahren und vier Monaten Haft, weil er 2011 eine E-Mail verschickt hatte. Das Gericht urteilte, dass nicht nachgewiesen sei, dass der Angeklagte „unfähig war, sich zu kontrollieren“.[24]

- Eine der längsten für Majestätsbeleidigung verhängte Gesamtfreiheitsstrafen beträgt 30 Jahre, ausgesprochen von einem Militärgericht im August 2015 gegen einen Mann, der sechs „kritische“ Posts bei Facebook veröffentlicht hatte. Für jeden Einzelfall wurde eine Strafe von zehn Jahren verhängt, die Hälfte der Strafe wurde erlassen, weil sich der Angeklagte schuldig bekannte.[25]

- Auch Kommentare über Haustiere der Königsfamilie wie die Hunde Tongdaeng oder Fufu können zu Klagen führen. Im Jahr 2015 wurde ein junger Fabrikarbeiter wegen eines sarkastischen Kommentars über Tongdaeng, das Haustier von König Bhumibol Adulyadej, angezeigt und angeklagt. Zugleich wurde ihm auch Volksverhetzung vorgeworfen, weil er Korruptionsvorwürfe gegen die Militärjunta geteilt hatte.[26][27] Die zugehörige Berichterstattung in der International New York Times wurde in Bangkok nicht gedruckt.[28]  Nach 86 Tagen in Haft wurde er gegen Zahlung einer Geldstrafe von 500.000 Baht entlassen.[29] Die Haustiere werden sonst eher dazu benutzt, Aspekte des Lebensstils der königlichen Familie indirekt zu diskutieren. Die feierliche Kremierung und Beerdigung von Fufu, dem Pudel des damaligen Kronprinzen Maha Vajiralongkorn im Februar 2015 wurde auf den sozialen Medien auch in Thailand intensiv kommentiert, was indirekt eine Diskussion der königlichen Hoheiten ermöglichte.

Es gibt Fälle von Ausländern, die sich öffentlich kritisch über den König und die königliche Familie äußerten oder sich lustig machten. Auch in solchen Fällen wurden Gefängnisstrafen verhängt, meist aber nach kurzer Zeit durch Begnadigung aufgehoben.
- Anfang Dezember 2006 wurde der Schweizer Oliver Jufer von den thailändischen Behörden verhaftet, da er mehrere Porträts des Königs im Alkoholrausch beschmiert hatte.[30] Er wurde am 29. März 2007 zu 10 Jahren Gefängnis verurteilt.[31] Nur eine königliche Begnadigung konnte ihn vor dieser Haftstrafe bewahren. Diese gewährte der König persönlich; Jufer wurde am 12. April aus dem Gefängnis entlassen und sofort des Landes verwiesen.[32]

- Der Australier Harry Nicolaides, Autor des im Selbstverlag erschienenen Romans Verisimilitude, von dem nur sieben Exemplare verkauft wurden, wurde im September 2008 am Flughafen Bangkok verhaftet. Ihm wurde Majestätsbeleidigung vorgeworfen wegen einer Passage in seinem Buch, die von einem nicht näher bezeichneten Kronprinzen handelt.[33] Er bekannte sich schuldig, wurde zu drei Jahren Haft verurteilt, aber nach einem Monat vom König begnadigt.[34]

- Die thailändische Regierung ließ 2007 den Zugang zur Website YouTube sperren, da mehrere Schmähvideos über den König auftauchten. Dies löste eine Debatte über Presse- und Meinungsfreiheit aus.[35]